# Conducteur (musique)
Pour les articles homonymes, voir Conducteur.

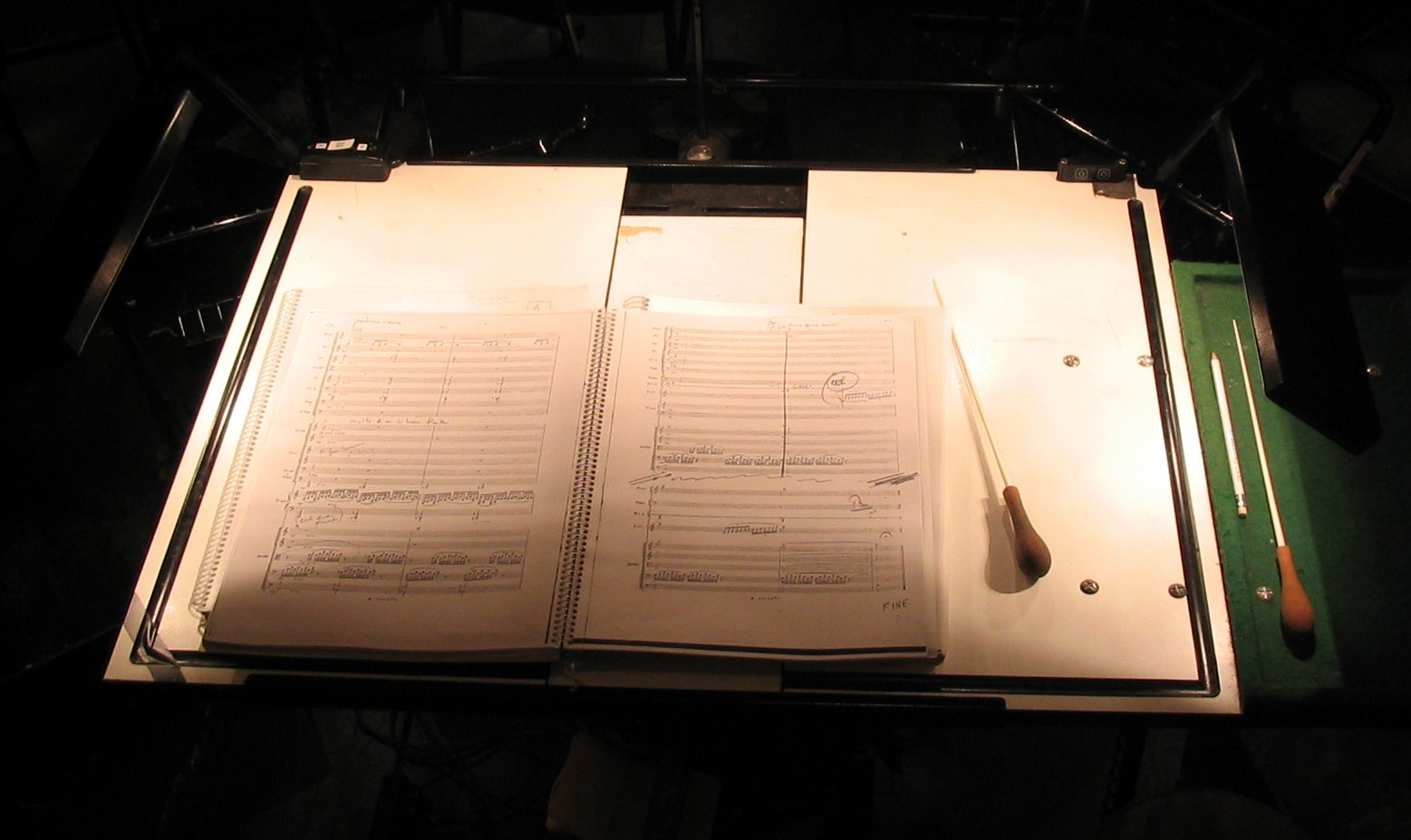
Conducteur et baguette.

Dans la musique savante, un conducteur est la partition du chef d'orchestre présentant l'ensemble de toutes les parties instrumentales de l’œuvre, mises en partition, c'est-à-dire synchronisées. Dans certains cas, le conducteur peut être également la réduction d'une partition regroupant les parties d'un ensemble musical dans une version réduite à deux ou trois lignes.
Le conducteur est utilisé par le chef d'orchestre, alors que  les instrumentistes, les solistes ou les choristes utilisent le matériel - ou parties - qui ne contient que la partie qui les concerne.
Sur le conducteur d'une œuvre symphonique, les parties instrumentales sont placées de haut en bas par ensemble, en commençant par les bois, suivis des cuivres, des percussions, et des cordes et à l'intérieur de chaque groupe, de l'aigu au grave. Les parties distinctes de chaque instrument à vent (flûte 1, flûte 2), (hautbois 1, hautbois 2) sont souvent regroupées en une seule ligne.
Ainsi, les parties de flûte sont sur la première ligne en haut de la page, celle de contrebasse sur la dernière ligne en bas. 
Compte tenu du grand nombre de lignes, une page ne comporte souvent que quelques mesures ce qui amène le chef à tourner fréquemment. Des réductions à quelques lignes peuvent être utilisées pour la commodité.
- Conducteur du scherzo de la 9ème symphonie de Beethoven
- Conducteur de l'ouverture de Nabucco de Verdi

Pour les opéras, les oratorios et les œuvres de musique sacrée, les parties de chanteurs solistes et des choristes sont placées au-dessus des parties instrumentales.